# نووکوروچوو
نووکوروچوو (به لاتین: Novokuruchevo) یک منطقهٔ مسکونی در روسیه است که در باشقیرستان واقع شده‌است.